# Тельманово (район Магжана Жумабаева)
Тельманово (каз. Тельман) — упразднённое село в районе Магжана Жумабаева Северо-Казахстанской области Казахстана. Ликвидировано в 2019 г. Входило в состав Чистовского сельского округа. Код КАТО — 593685600.

## История
До 2013 года село входило в состав упразднённого Пролетарского сельского округа.

## Население
По данным переписи 1989 года население села составляло 141 человек, из них 65 % — немцы.
В 1999 году население села составляло 81 человек (42 мужчины и 39 женщин). По данным переписи 2009 года в селе проживало 33 человека (19 мужчин и 14 женщин).